# Larry Murphy (jégkorongozó)
Lawrence Thomas Murphy (Kanada, Ontario, Scarborough, 1961. március 8. –) Memorial-kupa, Kanada-kupa és Stanley-kupa-győztes, világbajnoki ezüstérmes kanadai válogatott jégkorongozó, Hockey Hall of Fame-tag.

## Karrier
Komolyabb junior karrierje 1978-ban kezdődött az Ontario Hockey League-es Peterborough Petesben. Ebben a csapatban két idényt játszott és 1979-ben megnyerték a Memorial-kupát. Az 1980-as NHL-drafton a Los Angeles Kings választotta ki őt az első kör negyedik helyén. Első idényében National Hockey League rekordot állított fel mint a legtöbb pont és legtöbb assziszt (gól előtti átadás) egy újonc védőtől. A Kingsszel három teljes idényt játszott. A negyedik idényből csak hat mérkőzést töltött a csapattal mert elcserélték a Washington Capitalsba Brian Engblomért és Ken Houstonért. A Capitolsban hat idényt játszott és a legjobb idényében 81 pontot szerzett valamint 23 gólt ütött. Az 1988–1989-es szezonban átkerült a Minnesota North Starshoz. Itt mindössze 121 mérkőzésen játszott három idény alatt. A North Starsból a Pittsburgh Penguinsbe került ahol felért a csúcsra. 1991-ben és 1992-ben Stanley-kupa győztes lett a csapattal. A Penguinsben játszotta élete legjobb szezonját: 85 pontot szerzett az 1992–1993-as szezonban. 1995-ben a Toronto Maple Leafshez került két idényre. Az 1996–1997-es idény közben a Detroit Red Wingshez került ahol 1997-ben és 1998-ban két Stanley-kupát nyert. 2001-ben vonult vissza a Detroitból. 2004-ben beválasztották a Jégkorong Hírességek Csarnokába.

## Dijai
- J. Ross Robertson-kupa: 1979, 1980
- Memorial-kupa: 1979
- Max Kaminsky-trófea: 1980
- OMJHL Első All-Star Csapat: 1980
- Memorial-kupa Tournament All-Star Csapat: 1981
- NHL Második All-Star Csapat: 1987, 1993, 1995
- NHL All-Star Gála: 1994, 1996, 1999
- Stanley-kupa: 1991, 1992, 1997, 1998
- Kanada-kupa aranyérem: 1987, 1991
- Világbajnoki ezüstérem: 1985

## Karrier statisztika
| 1978–1979         | Peterborough Petes    | OMJHL             | 66   | 6   | 21  | 27   | 82   | 19  | 1  | 9   | 10  | 42  |
| 1979–1980         | Peterborough Petes    | OMJHL             | 68   | 21  | 68  | 89   | 88   | 14  | 4  | 13  | 17  | 20  |
| 1980–1981         | Los Angeles Kings     | NHL               | 80   | 16  | 60  | 76   | 79   | 4   | 3  | 0   | 3   | 2   |
| 1981–1982         | Los Angeles Kings     | NHL               | 79   | 22  | 44  | 66   | 95   | 10  | 2  | 8   | 10  | 12  |
| 1982–1983         | Los Angeles Kings     | NHL               | 77   | 14  | 48  | 62   | 81   | —   | —  | —   | —   | —   |
| 1983–1984         | Los Angeles Kings     | NHL               | 6    | 0   | 3   | 3    | 0    | —   | —  | —   | —   | —   |
| 1983–1984         | Washington Capitals   | NHL               | 72   | 13  | 33  | 46   | 50   | 8   | 0  | 3   | 3   | 6   |
| 1984–1985         | Washington Capitals   | NHL               | 79   | 13  | 42  | 55   | 51   | 5   | 2  | 3   | 5   | 0   |
| 1985–1986         | Washington Capitals   | NHL               | 78   | 21  | 44  | 65   | 50   | 9   | 1  | 5   | 6   | 6   |
| 1986–1987         | Washington Capitals   | NHL               | 80   | 23  | 58  | 81   | 39   | 7   | 2  | 2   | 4   | 6   |
| 1987–1988         | Washington Capitals   | NHL               | 79   | 8   | 53  | 61   | 72   | 13  | 4  | 4   | 8   | 33  |
| 1988–1989         | Washington Capitals   | NHL               | 65   | 7   | 29  | 36   | 70   | —   | —  | —   | —   | —   |
| 1988–1989         | Minnesota North Stars | NHL               | 13   | 4   | 6   | 10   | 12   | 5   | 0  | 2   | 2   | 8   |
| 1989–1990         | Minnesota North Stars | NHL               | 77   | 10  | 58  | 68   | 44   | 7   | 1  | 2   | 3   | 31  |
| 1990–1991         | Minnesota North Stars | NHL               | 31   | 4   | 11  | 15   | 38   | —   | —  | —   | —   | —   |
| 1990–1991         | Pittsburgh Penguins   | NHL               | 44   | 5   | 23  | 28   | 30   | 23  | 5  | 18  | 23  | 44  |
| 1991–1992         | Pittsburgh Penguins   | NHL               | 77   | 21  | 56  | 77   | 48   | 21  | 6  | 10  | 16  | 19  |
| 1992–1993         | Pittsburgh Penguins   | NHL               | 83   | 22  | 63  | 85   | 73   | 12  | 2  | 11  | 13  | 10  |
| 1993–1994         | Pittsburgh Penguins   | NHL               | 84   | 17  | 56  | 73   | 44   | 6   | 0  | 5   | 5   | 0   |
| 1994–1995         | Pittsburgh Penguins   | NHL               | 48   | 13  | 25  | 38   | 18   | 12  | 2  | 13  | 15  | 0   |
| 1995–1996         | Toronto Maple Leafs   | NHL               | 82   | 12  | 49  | 61   | 34   | 6   | 0  | 2   | 2   | 4   |
| 1996–1997         | Toronto Maple Leafs   | NHL               | 69   | 7   | 32  | 39   | 20   | —   | —  | —   | —   | —   |
| 1996–1997         | Detroit Red Wings     | NHL               | 12   | 2   | 4   | 6    | 0    | 20  | 2  | 9   | 11  | 8   |
| 1997–1998         | Detroit Red Wings     | NHL               | 82   | 11  | 41  | 52   | 37   | 22  | 3  | 12  | 15  | 2   |
| 1998–1999         | Detroit Red Wings     | NHL               | 80   | 10  | 42  | 52   | 42   | 10  | 0  | 2   | 2   | 8   |
| 1999–2000         | Detroit Red Wings     | NHL               | 81   | 10  | 30  | 40   | 45   | 9   | 2  | 3   | 5   | 2   |
| 2000–2001         | Detroit Red Wings     | NHL               | 57   | 2   | 19  | 21   | 12   | 6   | 0  | 1   | 1   | 0   |
| OMJHL Összesített | OMJHL Összesített     | OMJHL Összesített | 134  | 27  | 89  | 116  | 170  | 33  | 5  | 22  | 27  | 62  |
| NHL Összesített   | NHL Összesített       | NHL Összesített   | 1615 | 287 | 929 | 1216 | 1084 | 215 | 37 | 115 | 152 | 201 |